# Mindcage - Mente criminale
Mindcage - Mente criminale (Mindcage) è un film del 2022 diretto da Mauro Borrelli.

## Trama
Il serial killer Arnaud Lefevre, detto “l'artista”, è in prigione e la sua esecuzione è prevista dopo due settimane, quando all'improvviso inizia una nuova serie di omicidi che sono uguali a quelli di Lefevre: giovani donne, per lo più prostitute, vengono uccise, i loro cadaveri vengono conservati ed esposti al pubblico come sculture di angeli riccamente decorate. Jake Doyle, un detective della polizia che ha portato Lefevre in prigione, indaga sui nuovi casi con la giovane collega Mary Kelly. Lefevre accetta di aiutarli, a patto che la sua condanna a morte venga commutata in ergastolo. Sembra fidarsi di Mary e lascia che sia lei a interrogarlo. All'inizio non può fornire alcun indizio concreto sull'autore del reato, ma sa molte cose inquietanti su Mary, come il suo pessimo rapporto con suo padre, ora in fin di vita.
Ci sono indicazioni che, nonostante la sua prigionia, potrebbe avere qualcosa a che fare con l'assassino. Quando questi rapisce il vice governatore e la tiene prigioniera nel suo seminterrato, Kelly chiede a Lefevre di dirle l'indirizzo del seminterrato. Ma prima rivela il suo legame con l'autore del reato: da bambino leggeva spesso libri religiosi e scoprì il suo talento artistico. Disegnava molto e un giorno notò che poteva controllare con i suoi pensieri le persone che ritraeva, compreso l'autore del reato. In un busto ritratto che ha realizzato di Mary, nasconde l'indirizzo del seminterrato dove Mary trova il vice governatore. All'improvviso Jake riappare, la voce di Lefevre parla attraverso di lui. Diventa chiaro che Lefevre si è vendicato del suo arresto rendendo Jake lo strumento involontario e inconsapevole dei suoi ulteriori omicidi. Jake minaccia Mary e lei non ha altra scelta che sparare al suo collega. Poco dopo, Lefevre ha un nuovo “strumento”, vale a dire il suo ex psichiatra, il Dr. Loesch. Lefevre parla a Mary attraverso il suo corpo e lei gli dice che non gli resta molto da vivere: ha avvelenato le matite, le cui estremità mastica sempre mentre disegna, con la ricina che aveva precedentemente utilizzato per uccidere le sue vittime.

## Produzione
Le riprese si sono svolte a Springdale, Arkansas e Fayetteville, Arkansas nell'agosto 2021.

## Promozione
Il primo trailer del film è stato distribuito il 7 novembre 2022.

## Distribuzione
Il film è uscito negli Stati Uniti il 16 dicembre 2022 e in Italia l'8 giugno 2023.